# М'яч Дредбол
М'яч Дредбол (Ігор Панчук, нар. 1 червня 1985, Рівне) — шоу-мен, ведучий фестивалів, MC, діджей «Радіо Трек», вокаліст гурту « Ворст» та екс-вокаліст гурту «Мій Батько П'є».

## Біографія

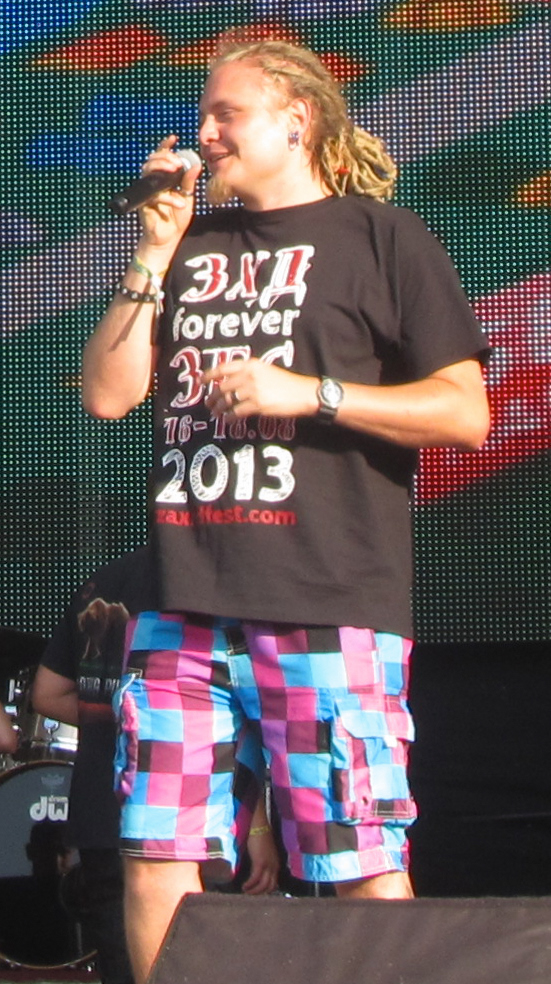
Фестиваль Захід, 2013

Народився 1 червня 1985 в місті Рівне. 2002 року закінчив школу і того ж року вступив на факультет будівництва та архітектури Національного університету водного господарства та природокористування, який успішно закінчив 2007 року. Проте, попри отриману спеціальність, він обрав кар'єру ведучого.
Свою діяльність М'яч розпочав із рівненських клубів, де вів різноманітні вечірки та був MC.
Наприкінці літа 2006 року М'яча запросили на місце вокаліста у гурт «Мій Батько П'є». Із приходом М'яча гурт розпочав активну концерту діяльність та записи в студії.
З 2008 року М'яча запрошували ведучим різноманітних фестивалів, серед яких: «Захід», «Бандерштат», «Respublica», «Рурисько», «Трипільскі Зорі», «Літо у Скольмо», «Підкамінь» та інші.
Весною 2011 року залишив гурт «Мій Батько П'є» і заснував свій гурт «Ворст».
М'яч відзначився співпрацею з гуртом «Механічний Апельсин», Ot Vinta!, Тартак, Bandurband, Farinhate.

## Цікаві факти
На питання про те, як саме з'явилось ім'я «М'яч Дредбол», сам М'яч у одному із інтерв'ю відповів: 
|  | ...почалося все в 2002 році, коли я поступив в інститут. У школі я був не надто чемний, і мати сказала мені, що, коли я поступлю у виш, то зможу робити з собою все, що захочу. І коли це таки сталось, то я, коротко стрижений хлопчина, пофарбував голову під баскетбольний м'ячик: оранжевий у чорні смужечки. |

Хобі: стрибки із парашутом, катання на сноуборді.
Влітку 2011 року після чергового стрибку із парашутом М'яч, невдало приземлившись, зламав ногу, проте, попри травму, провів заплановані фестивалі.
Негативно ставиться до паління та спиртного, підтримує рух «Straight edge».
На концертах разом із гуртом «Тартак» часто виконує пісню «Це ваше свято» (Покидьки).

## Дискографія

### Ворст
- 2011 — Україно прокидайся!
- 2013 — Антисуїцид
- 2014 — Але…